# 용과 같이 4: 전설을 잇는 자
《용과 같이 4: 전설을 잇는 자》(龍が如く4 伝説を継ぐもの 류가코토쿠포 덴세츠오츠구모노[*])는 세가(현: 세가 게임즈)에서 2010년 3월 18일에 발매된 플레이스테이션 3 게임 소프트웨어이다. 영어권에서는 Yakuza 4라는 제목으로 발매됐다 추가정보: 한국기준으로 용과같이4 리마스터는 2019년 1월 17일에 플레이스테이션4 로 출시했다 2021년 1월 28일날에 3,4,5가 스팀 엑박 게임패스 마이크로 소프트 윈도우10에서 출시.
캐치 프레이즈는 ‘그것은 뜨거운 남자들의, 기적의 기록 ’이다 4는 3과 달리 평가가 3보다 4가 압도적이다.

## 개요
이번 작품은 종전의 주인공인 키류 카즈마 외에 아키먀마 슌, 사에지마 타이가, 타니무라 마사요시의 3명을 더한 총 4명의 주인곡이 등장한다. 주인공마다 전투 스타일이나 서브 스토리, 일부 노는 요소가 다르며, 각각의 노는 방법으로 즐길 수 있는 것이 특징이다. 주인공은 선택제가 아닌 스토리의 진행에 맞춰서 순서로 플레이해가는 것이 된다. 시나리오가 종료된 주인공은 조작할 수 없어지지만, 종반이나 클리어 후에는 자유롭게 플레이가 가능하다.
기본적인 요소는 전작 《3》을 계승하고 있지만, 종전과 마찬가지로, 다수의 기업과 협업을 행하고 있으며, 플레이 스팟도 증가하고 있다. 전전작의 소텐보리, 전작의 류큐가와 같은 다른 거리는 존재하지 않고, 친숙한 카무로쵸 및 일부 오키나와가 무대가 된다. 스케일은 축소하지만, 본작에서는 옥상이나 지하 등의 새로운 구역도 이동 가능하며, 카무로쵸 자체의 행동범위가 넓어져있다.
게스트 성우진에는 배우인 나리미야 히로키, 오자와 마주, 사와무라 잇키, 키리타니 켄타, 엔도 켄이치, 키타오지 킨야가 출연. 이번 작품에서 메인이 되는 게스트는 전작까지의 목소리만 출연이 아닌, 게스트의 얼굴을 페이스 캡처로 모델링한 캐릭터를 등장시키는 형식이 되며, 이후의 작품에도 이 방식이 이어지고 있다(이러한 출연 자체는 이번작품에서 캬바 아가씨 역할 등에서 행해지고 있다). 그 외의 게스트로는 세러피스트 역으로 탤런트인 야구치 마리, 격투가로 오치아이 후쿠시가 출연하고 있다. 또, 캬바클럽 아가씨 오디션을 실시하고, 오디션에 합격한 7명을 모델로 한 캬바 클럽 아가씨가 작중에 등장한다.
전작 《3》, 사실상의 전전작 《켄잔》의 각 클리어 데이터가 있으면 특전을 손에 넣는 시스템이나 엑스트라 컨텐츠의 배포도 있다.

## 줄거리
무대는 아시아 최대의 환락가인 도쿄 카무로쵸. 때는 2010년 3월 1일, 심야 24시 5분.
이 거리에서는 항다반사인 두개의 동시 사건. 동성회 계열의 약소한 조직은 카네무라 흥업의 죽음에서 일어난 양아치 무리의 사소한 항쟁과 발포사건. 발포사건으로 사살된 것은 동성회와 친밀관계에 있는 조직, 상야성화회의 남자였다.
사건의 수습에 분주한 카네무라 흥업의 젊은이들이였지만, 그 가운데에 카네무라 흥업의 조장이 누군가에게 살해된다.
카무로쵸에서는 자주 있는 극도조직의 작은 항쟁이였지만, 그것은 어떤 계획의 복선에 불과했고, 사건을 시작으로 들어나는, 야망을 숨긴 남자들의 본성. 돈과 권력, 지위와 명예. 노골적이게 된 욕망이, 격하게 충돌한다.

## 각 주인공의 특징
본작은 주인공마다 다른 놀이 방법이 존재한다. 배틀 관련의 차이점은 등장인물 항목을 참조.
아키야마 슌(秋山駿)
전전작 《2》와 마찬가지로, 카무로쵸에서 친밀한 관계를 만들 수 있다. 노숙자에게 아이템을 넘기는, 가게에서 몇번이나 식사하거나 쇼핑하는 것으로 그 인물과 친밀한 관계가 될 수 있으며, 그 부근에서 전투가 됐을 때에 지원을 받을 수가 있다. 친밀한 관계 중에서는 새로운 게임을 입하해주거나, 좋아하는 댄서를 지명할 수 있거나하는 전투 지원 이외의 것도 있다. 또, 아키야마는 캬바 클럽의 주인이기도 하며, 전작에 이어서 캬바 아가씨를 육성할 수 있는 것을 플레이 가능하며, No.1으로 육성한 캬바 아가씨는 다른 캐릭터로 공략할 수 있게 된다.
사에지마 타이가(冴島大河)
탈옥수인 사에지마는 경찰의 눈을 피해서 행동해야만 한다. 경관에게 접촉했을 경우에는 체이스 배틀을 하는 처지가 되며, 일부 상황에서는 경관이 찾을 수 없게 목적지를 향할 필요가 있다. 따라서, 옥상이나 지하의 이동이 열쇠를 진다. 또, 격투가를 육성하는 ‘격투가를 만들자!’를 플레이할 수 있으며, 신인 토너먼트로 우승시킨 격투가는 지하 투기장에서 함께 써우거나, 적으로 전투하거나 할 수 있다.
사에지마 조작중에는 캬바 클럽과 노래방은 이용 불가.
타니무라 마사요시(谷村正義)
경관인 타니무라를 조작중에는 랜덤으로 다양한 사건이 발생한다. 사건 발생시에는 무선이 들어가며, 현장으로 향하면 전투나 체이스 배틀이 일어난다. 해결하면 보수를 받지만, 현장에 향하지 않고 일정 시간 경과하면 다른 경관에 의해서 해결돼버린다. 사건을 5건 해결할 때마다 협력 관계인 카무로 방패의 아키이시로부터 아이템을 받는다.
키류 카즈마(桐生一馬)
카무로 방패를 도운 1건에서 키류를 죽이려고 하는 여러 팀이 싸움을 걸어오게 된다. 거리에서 얽혀오는 보통의 적에 섞여서 각 팀의 멤버가 등장하며, 몇명인가를 쓰러뜨리면 리더의 정보가 손에 들어가며, 리더를 쓰러뜨리면, 그 팀에 승리한 게 된다. 리더 격파 후에는 다음 팀이 출현하지만, 해산한 팀의 전 멤버가 복수전으로 도전해오는 적도 있으며, 쓰러뜨리면 팀의 마크를 손에 넣을 수 있다. 이것을 5개, 아카이시에 가져가면 아이템과 교환해준다.
또, 엔딩 후의 프리미엄 어드벤처에서는 전작까지와 마찬가지로, 하루카를 데리고 거리를 걸을 수 있으며, 조르기도 건재.

## 노래
- 주제가: ZEEBRA 〈Butterfly City Feat. RYO the SKYWALKER & Mummy-D & DOUBLE〉(BMG 재팬)

## 실재 기업
- 근대마작
- Ameba
- CR 알라딘 데스티니
- 니코니코 동화
- 모바게
- 와타미

그 외

## 평가
| 평가 |          |
| --- | -------- |
| 통합 점수 통합사 점수 게임랭킹스 79.98% [ 5 ] 메타크리틱 78 / 100 [ 6 ] 평론 점수 평론사 점수 패미츠 38/40 [ 7 ] |          |
| 통합 점수 |          |
| 통합사 | 점수     |
| 게임랭킹스 | 79.98%   |
| 메타크리틱 | 78 / 100 |
| 평론 점수 |          |
| 평론사 | 점수     |
| 패미츠 | 38/40    |